# Africactenus tenuitarsis
Africactenus tenuitarsis är en spindelart som först beskrevs av Embrik Strand 1908.  Africactenus tenuitarsis ingår i släktet Africactenus och familjen Ctenidae.
Artens utbredningsområde är Kamerun. Inga underarter finns listade i Catalogue of Life.